# Lee Felsenstein
Lee Felsenstein és un enginyer en computació estatunidenc que va exercir un paper central en el desenvolupament de l'ordinador personal. Va ser un dels membres originals del «Homebrew Computer Club» i el dissenyador de l'Osborne 1, el primer ordinador portàtil fabricat en sèrie.
Abans de l'Osborne, Lee va dissenyar l'ordinador «SOL» de «Processor Technology», basat en l'Intel 8080, el mòdem PennyWhistle i altres projectes pioners de maquinari utilitzant el bus S-100.